# Agrostis aemula
Agrostis aemula é uma espécie de gramínea do gênero Agrostis, pertencente à família Poaceae.